# Грабенвартер, Кристоф
Кри́стоф Гра́бенва́ртер (нем. Christoph Grabenwarter; род. 4 августа 1966, Брукк-ан-дер-Мур, Штирия) — австрийский учёный, юрист, профессор университета, судья и государственный деятель, кандидат наук. Председатель Конституционного суда Австрии с 19 февраля 2020 года.

## Биография
Закончив Высшую школу-интернат федерального правительства Грац-Либенау в 1984 году Грабенвартер изучал право и коммерческие науки в Венском университете и в 1988 году окончил его со степенью магистра права и в 1989 как магистр социальных и экономических наук. Затем он получил докторскую степень в обеих науках: в 1991 году в правоведении, а в 1994 году в социальных и экономических науках. С 1988 по 1997 год он также работал в университете ассистентом. В 1997 году Грабенвартер получил лицензию на преподавание в области конституционного права, административного права и сравнительного правоведения в публичном праве.
С 1997 по 1999 год Грабенвартер сначала был приглашённым профессором Линцского университета, а в 1999 году стал профессором публичного права Боннского университета. В 2002 году он принял кафедру сравнительного и европейского публичного и коммерческого права в Университете Граца. В 2006 году Грабенвартер перешёл в Институт австрийского и европейского публичного права Венского университета экономики и бизнеса в качестве профессора публичного права. С 2008 года он занимал кафедру публичного, коммерческого и международного права в Институте европейского и международного права Венского университета экономики и бизнеса, а также был заместителем руководителя института.
С 2005 года Кристоф Грабенвартер является судьей Конституционного суда Австрии. 23 февраля 2018 года по предложению федерального правительства Грабенвартер был приведен к присяге в качестве вице-президента Конституционного суда президентом Александром Ван дер Белленом. 2 июня 2019 года президент Ван дер Беллен предложил кандидатуру тогдашнего президента Конституционного суда Бригитте Бирляйн в качестве переходного канцлера. После того как она подала в отставку со своей должности в суде, Грабенвартер в соответствии с пунктом 4 статьи 3 Закона в сочетании с Параграфом 2 Временного управления Конституционного Суда стал исполняющим обязанности главы Конституционного суда. 12 февраля 2020 года федеральное правительство решило предложить Грабенвартера на пост председателя Конституционного суда. Он был назначен Председателем Конституционного суда и приведён к присяге 19 февраля 2020 года.
Кроме того, Кристоф Грабенвартер был членом консультативного комитета экспертов для кандидатов на выборах судей Европейского суда по правам человека в Страсбурге (с января 2018 года в качестве его заместителя), с 2006 года — австрийским членом (с 2015 по 2017 год), а также вице-президентом Венецианской комиссии Совета Европы. В 2018/19 учебном году Кристоф Грабенвартер был научным сотрудником междисциплинарного НИИ Wissenschaftskolleg zu Berlin, где работал над основным рабочим проектом «Функциональные условия конституционной юрисдикции».

## Личная жизнь
Грабенвартер женат, имеет двух детей. Свободное время любит проводить в горах.

## Труды
- Verfahrensgarantien in der Verwaltungsgerichtsbarkeit. Eine Studie zu Artikel 6 EMRK auf der Grundlage einer rechtsvergleichenden Untersuchung der Verwaltungsgerichtsbarkeit Frankreichs, Deutschlands und Österreichs, Wien 1997, zugl. Habil.-Schrift, Univ. Wien 1996/97, ISBN 3-211-83066-9.
- Europäische Menschenrechtskonvention, 4. Aufl., München/Basel/Wien 2009, ISBN 978-3-214-16419-5.
- mit Otto Depenheuer als Herausgeber:
  - Verfassungstheorie, Mohr Siebeck, Tübingen 2010, ISBN 978-3-16-150631-4.
  - Der Staat in der Flüchtlingskrise. Zwischen gutem Willen und geltendem Recht. Schöningh, Paderborn 2016, ISBN 978-3-506-78536-7.